# Еміль Андре
Еміль Андре (або Андро) (нар. 1 лютого 1881 — пом. 5 травня 1955) — бельгійський футболіст, захисник «Расінгу».

## Кар'єра гравця
На початку XX століття виступав на позиції захисника в брюссельському «Расінгу», в складі якого чотири рази перемагав у національному чемпіонаті та одного разу — в національному кубку.
У складі збірної Бельгії відіграв 18 поєдинків.

## Досягнення
- Чемпіонат Бельгії з футболу
  -  Чемпіон (4): 1901, 1902, 1903, 1908

- Кубок Бельгії
  -  Володар (1): 1912